# 軍管区司令部
軍管区司令部（ぐんかんくしれいぶ）は、1945年2月に大日本帝国陸軍が軍管区での動員などの業務を行い、軍管区部隊を指揮するために置いた司令部である。日本の内地、朝鮮、台湾、満州国に9から11あった。8月の敗戦で復員のための機関になり、11月に復員監部に継承して廃止された。

## 解説
軍管区は陸軍の管区の最上位として、1940年に設けられた地域区分である。防空などの後方警備と、徴兵・動員の事務のために、日本の内地を数個に分け、北部軍司令部、東部軍司令部などの軍司令部を置いて管掌させた。
第2次世界大戦末期の1945年（昭和20年）1月、連合軍が日本本土に上陸する可能性が増してきた段階で、陸軍は作戦にかかわる組織から地域防衛・管区業務にかかわる組織を分離することを検討しはじめた。前者を方面軍、後者を軍管区部隊にまとめることとし、1月22日に方面軍司令部と軍管区司令部の臨時編成にとりかかった。軍管区内の動員など、地域行政にかかわる業務は、すべて軍管区司令部が引き継いだ。法令上は、1945年2月9日制定（10日公布、11日施行）の軍令陸第2号による防衛総司令部以下6軍令の改定で、軍司令部令を軍管区司令部令に改称し、用語を変更することで済ませた。
分離とは言っても、軍管区司令官は方面軍司令官が兼務し、参謀長以下も同様で、人事面ではほとんどが重なっていた。司令部内には一部に軍管区の仕事にだけ従事する要員もいたが、このレベルで作戦と地域行政は分離していなかった。軍管区の一つ下、師管区のレベルで、師管区司令部が地域向けの動員・行政を一手に引き受ける仕組みが作られた。
軍管区司令部は、従来の軍司令部の組織人員をほぼそのまま引き継いで発足した。同時に新設した東北軍管区のためには、千島列島の防衛についていた第27軍を解いて司令部だけ本州に移し、第11方面軍司令部兼東北軍管区司令部にした。
同じ司令部が二つの顔を持っていたわけだが、軍事的観点からすると、師団などの作戦部隊を指揮する方面軍のほうが重要である。しかし報道機関への窓口となり、地域防衛を束ね、空襲警報を発令するのは軍管区司令部であったから、国民にとって軍管区司令部は目立つ存在であった。

## 軍管区司令部の構成
個々の軍管区司令部の所在地と管轄範囲の変遷については、「軍管区 (日本軍)」の項目を参照されたい。
軍管区司令部の構成は、軍司令部のものを引き継いだ。以下のうち兵務部が徴兵・動員に関わる部署である。
- 軍管区司令官
  - 参謀部
  - 副官部
  - 兵務部
  - 兵器部
  - 経理部
  - 軍医部
  - 獣医部
  - 法務部

## 敗戦後の業務と廃止
1945年（昭和20年）8月の敗戦にともない、防衛担任としての軍管区は意義を失ったが、軍管区司令部は存置された。昭和20年9月5日制定（6日公布、施行）の軍令陸第18号で、軍管区司令部は第1総軍と第2総軍の司令部の指揮下で終戦処理にあたることになった。たとえば、内地鉄道司令官と協議して軍管区内にある部隊の鉄道輸送の計画を立て、混乱がおきないよう主要駅で乗車統制を行うのは、軍管区司令部の役割であった。
11月いっぱいで陸軍省が解体されることになると、軍管区司令部も復員が決められ、その復員の完結日は11月30日とされた。かわって設けられた第一復員省に、復員監部を置いた。復員監部はかつての軍管区司令部にあたり、復員監を長として106人を定員とした
司令部復員により形骸になった軍管区司令部令は、1946年（昭和21年）3月30日の一復達第4号により、翌31日に廃止された。